# Паул Ерлих
Паул Ерлих (на немски: Paul Ehrlich, 14 март 1854 – 20 август 1915) е германски химик, имунолог, лекар, бактериолог, основоположник на химиотерапията. През 1908 г. той получава Нобелова награда за приноса му в областта на имунологията.

## Биография
Паул Ерлих е роден в силезийския град Стшелин (днес в Полша). Той е второто дете в осигуреното еврейско семейство на Роза (Вайгерт) и Измар Ерлих, лидер на местната еврейска общност.
Братовчедът на майка му Карл Вайгерт (Karl Weigert, 1845 – 1904) е известен патолог и допринася за създаване на научни интереси у племенника си.
Завършва средно училище в тогавашния Бреслау, след което продължава медицинското си обучение в университетите на Вроцлав, Страсбург, Фрайбург и Лайпциг. След като получава докторска степен през 1882 г., работи в Шарите в Берлин като помощник на медицинския директор Теодор Фрерихс, основател на експерименталната клинична медицина, и се специализира в областите хистология, хематология и цветохимия.

## Научна дейност
Ерлих работи в различни области на медицинската биология, химия, експериментална патология и терапия. Успява да установи наличието на различни форми на левкоцитите, значението на костния мозък за образуването на гранулоцитите, диференцира определени форми на левкозите и създава дуалистичната теория на хемопезата (образуването на кръвта) (1880 – 1898). В същия период открива съществуването на хематоенцефаличната бариера; предлага специфичен метод за оцветяване на туберкулозните микобактерии, начин за многоцветно оцветяване на кръвни натривки и хистологични препарати. Изказва идеята, че клетките, отговорни за имунните реакции, имат на повърхността си антиген-разпознаващи структури – рецептори. Тази идея, изиграла огромна роля в развитието на имунологията, намира пълно подтвърждение.
Известен е с изследователската си работа и е основател на химиотерапията. Световна слава му носи разработеното от екипа му медикаментозно лечение срещу сифилис чрез препарата салварсан. Освен това е участник в създаването на серум срещу болестта дифтерия. Заедно с Иля Мечников през 1908 г. получава Нобелова награда за физиология или медицина за създаването на имунологията. През 1909 г. Ерлих създава лекарство № 606 (salvarsan), с което се лекува сифилис. Салварсан се представя добре при изпитванията и става първото химическо лекарство в историята на фармацевтиката.
През 1910 г. започва широкото използване на салварсан, но скоро става ясно, че при недостатъчното му количество причинителят на болестта бързо се адаптира. Така е направено странично, но много важно откритие – резистентност към лекарства. След изобретяването на пеницилина през 1940 г. лекарството престава да се прилага.